# 26 Proserpina
A 26 Proserpina a Naprendszer kisbolygóövében található aszteroida. Karl Theodor Robert Luther fedezte fel 1853. május 5-én.